# Aeroportul Internațional Marshall Islands
Aeroportul Internațional Marshall Islands (IATA: MAJ, ICAO: PKMJ, FAA LID: MAJ) este un aeroport din Majuro, Insulele Marshall ce deservește zona Majuro. A fost deschis în 1942.
Situat la o altitudine de 2 m, aeroportul dispune de 1 pistă.

## Infrastructură

### Piste
Aeroportul dispune de o singură pistă. Pista 07/25 are suprafața de asfalt și dimensiunile 2.407 m × 45 m. 